# Kacie Castle
Kacie Castle (Miami, Florida; 8 de diciembre de 1987) es una actriz pornográfica y modelo erótica estadounidense.

## Biografía
Natural de Miami, tras terminar el instituto comenzó a trabajar en una tienda de trabajo al por mayor y de secretaria, realizando las transcripciones de las reuniones de una empresa. Cansada de su trabajo empezó a realizar shows eróticos como modelo de cámara web en 2014. Tras ganar notoriedad como camgirl entró en la industria pornográfica en septiembre de 2015, debutando como actriz a los 28 años, grabando su primera escena para Reality Kings.
Como actriz, ha rodado para productoras como Evil Angel, Kick Ass, Mofos, Devil's Film, Reality Kings, Kink.com, Lethal Hardcore, Bangbros, Hustler, ATK, Desperate Pleasures, Nubiles o Le Wood Productions, entre otras.
En 2018 recibió su primera nominación en los Premios AVN en la categoría de Mejor escena escandalosa de sexo, junto a Violet Monroe y Lily Lane, por Anal Punishment for Lame Millennials.
Ha rodado más de 160 películas como actriz.
Algunas películas suyas son All In, ButtSex Cuties, Deep In That Ass 2, Fuck My Ass With Kacie Castle, Manhandled 7, Menage A Tranny, Rectal Workout 2, Step Siblings Caught 8, Swallowed o Whore's Ink 3.

## Premios y nominaciones
| Año  | Ceremonia                   | Resultado | Premio                           | Trabajo                              |
| ---- | --------------------------- | --------- | -------------------------------- | ------------------------------------ |
| 2017 | Spank Bank Awards           | Nominada  | Life Sized Human Hand Puppet     | —                                    |
| 2017 | Spank Bank Awards           | Nominada  | Servile Sub of the Year          | —                                    |
| 2017 | Spank Bank Awards           | Nominada  | Super Squirter of the Year       | —                                    |
| 2017 | Spank Bank Awards           | Nominada  | Tortured Fuck Doll of the Year   | —                                    |
| 2017 | Spank Bank Technical Awards | Ganadora  | Hitachi Killer                   | —                                    |
| 2018 | Premios AVN                 | Nominada  | Mejor escena escandalosa de sexo | Anal Punishment for Lame Millennials |
| 2018 | Spank Bank Awards           | Nominada  | Doctoral Degree in Dildology     | —                                    |
| 2018 | Spank Bank Awards           | Nominada  | Life Sized Human Hand Puppet     | —                                    |
| 2018 | Spank Bank Awards           | Nominada  | Servile Sub of the Year          | —                                    |